# Club Voleibol Cuesta Piedra
Club Voleibol Cuesta Piedra, ou Tenerife Santa Cruz, est un club espagnol de volley-ball fondé en 1986 et basé à Santa Cruz de Tenerife, évolue au plus haut niveau national (Superliga).

## Effectifs

### Saison 2013-2014
Entraîneur : Juan Antonio Armas  Espagne